# Navarro (Avilés)
Navarro  (asturisch Valliniello) ist eine Parroquia und ein Ort in der Gemeinde Avilés der Autonomen Gemeinschaft Asturien im Norden Spaniens.
Die 1147 Einwohner (2011) leben auf einer Fläche von 8,36 km², 3,6 km von der Gemeindehauptstadt Aviles entfernt.

## Sehenswürdigkeiten
- Pfarrkirche aus dem 12. Jahrhundert, 1942 restauriert, mit romanischem Kern.

## Dörfer und Weiler
| Name                | asturisch           | Einwohner | Lage                    |
| ------------------- | ------------------- | --------- | ----------------------- |
| La Cabián           |                     | 73        | 43.563052 -5.89093 15   |
| Campo de la Iglesia | El Campo la Iglesia | 135       | 43.567789 -5.902072 75  |
| Campo de Vega       | Campovega           | 44        | 43.561852 -5.883925 45  |
| Las Canteras        |                     | 11        |                         |
| Los Carbayedos      | Los Carbayeos       | 48        | 43.564015 -5.908488 60  |
| El Cueto            |                     | 69        |                         |
| La Escucha          |                     | unbewohnt |                         |
| Estrellín           |                     | unbewohnt |                         |
| La Granda           |                     | 66        |                         |
| Los Guardados       |                     | 7         |                         |
| Llantao             |                     | 101       | 43.564312 -5.889094 68  |
| Piedramenuda        |                     | 106       | 43.571394 -5.884014 110 |
| Quintana Pedro      |                     | 30        |                         |
| Refurao             |                     | 25        | 43.566148 -5.884111 46  |
| Retumés             |                     | 91        | 43.563143 -5.887839 23  |
| San Sebastián       |                     | 35        |                         |
| Tabiella            |                     | 133       | 43.573137 -5.8903 82    |
| Tetuán              |                     | 58        | 43.567872 -5.892589 68  |
| Tuñes               |                     | 19        |                         |
| Vallines            |                     | 86        |                         |
| Villanueva          |                     | 10        |                         |